# 维勒马尔迪
维勒马尔迪（法語：Villemardy，法語發音：[vilmaʁdi]）是法国卢瓦-谢尔省的一个市镇，属于旺多姆区。

## 地理
维勒马尔迪（47°44'0"N, 1°11'26"E）面积12.17 平方千米，位于法国中央-卢瓦尔河谷大区卢瓦-谢尔省，该省份为法国中北部省份，北起厄尔-卢瓦省，东北接卢瓦雷省，东南接谢尔省，南至安德尔省，西南接安德尔-卢瓦尔省，西北接萨尔特省。
与维勒马尔迪接壤的市镇（或旧市镇、城区）包括：博斯地区尚皮尼、佩里尼、瑟洛姆、图拉耶、维勒弗朗克尔、维勒罗曼。

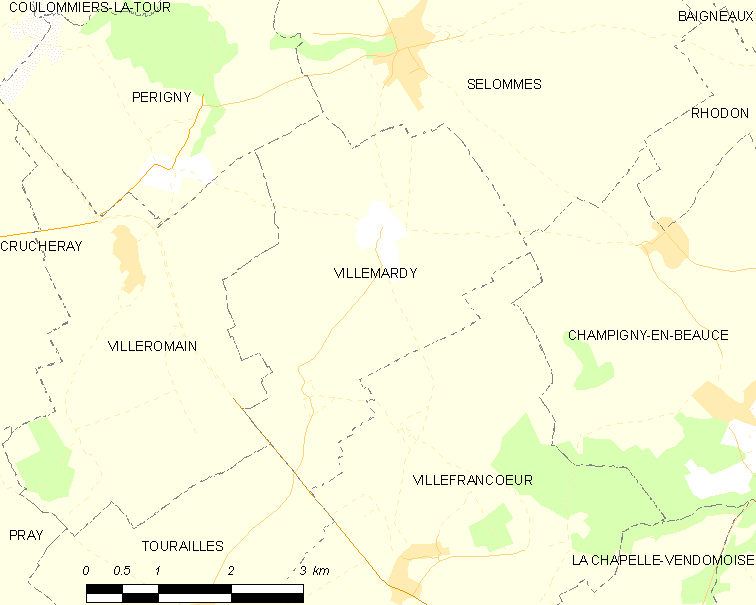
维勒马尔迪的OSM定位图

维勒马尔迪的时区为UTC+01:00、UTC+02:00（夏令时）。

## 行政
维勒马尔迪的邮政编码为41100，INSEE市镇编码为41283。

## 政治
维勒马尔迪所属的省级选区为卢瓦河畔蒙图瓦尔县。

## 人口

1962-2008年间维勒马尔迪人口变化图示

维勒马尔迪于2022年1月1日时的人口数量为269人。